# Copa francesa de futbol
La Copa de França de futbol és una competició oberta als clubs de futbol francesos amateurs o professionals disputada en eliminatòries. És organitzada per la Federació Francesa de Futbol (FFF), essent la segona competició en importància del país. La temporada 2006-07 va veure la participació de 6.577 clubs. Actualment, el campió obté una plaça per a disputar la Copa de la UEFA.

## Història
La Copa de França fou creada el 15 de gener de 1917 pel Comité français interfédéral (CFI), precursor de la FFF. El seu secretari general Henri Delaunay li donà l'impuls definitiu. Era una competició oberta a tots els clubs. Així, a la primera edició hi prengueren part 48 clubs, més de 100 el 1919, més de 1.000 el 1948 i més de 6.000 actualment.
Tradicionalment, les finals de la Copa de França es disputen a París (o a les ciutats veïnes). Així, han estat seus de la competició els següents estadis:
- Estadi de la rue Olivier-de-Serres
- Parc des Princes
- Estadi Bergeyre
- Estadi Pershing
- Estadi Olympique Yves-du-Manoir a Colombes
- Estadi de Paris a Saint-Ouen (Sena Saint-Denis)
- Stade de France a Saint-Denis (Sena Saint-Denis)

El trofeu porta el nom d'un dels nombrosos futbolistes morts al camp de batalla de la Gran Guerra: Charles Simon.
Tres jugadors tenen el rècord de cinc copes de França: Marceau Sommerlynck (1946, 1947, 1948, 1953 i 1955), Dominique Bathenay (1974, 1975, 1977, 1982 i 1983) i Alain Roche (1986, 1987, 1993, 1995 i 1998).

## Finals

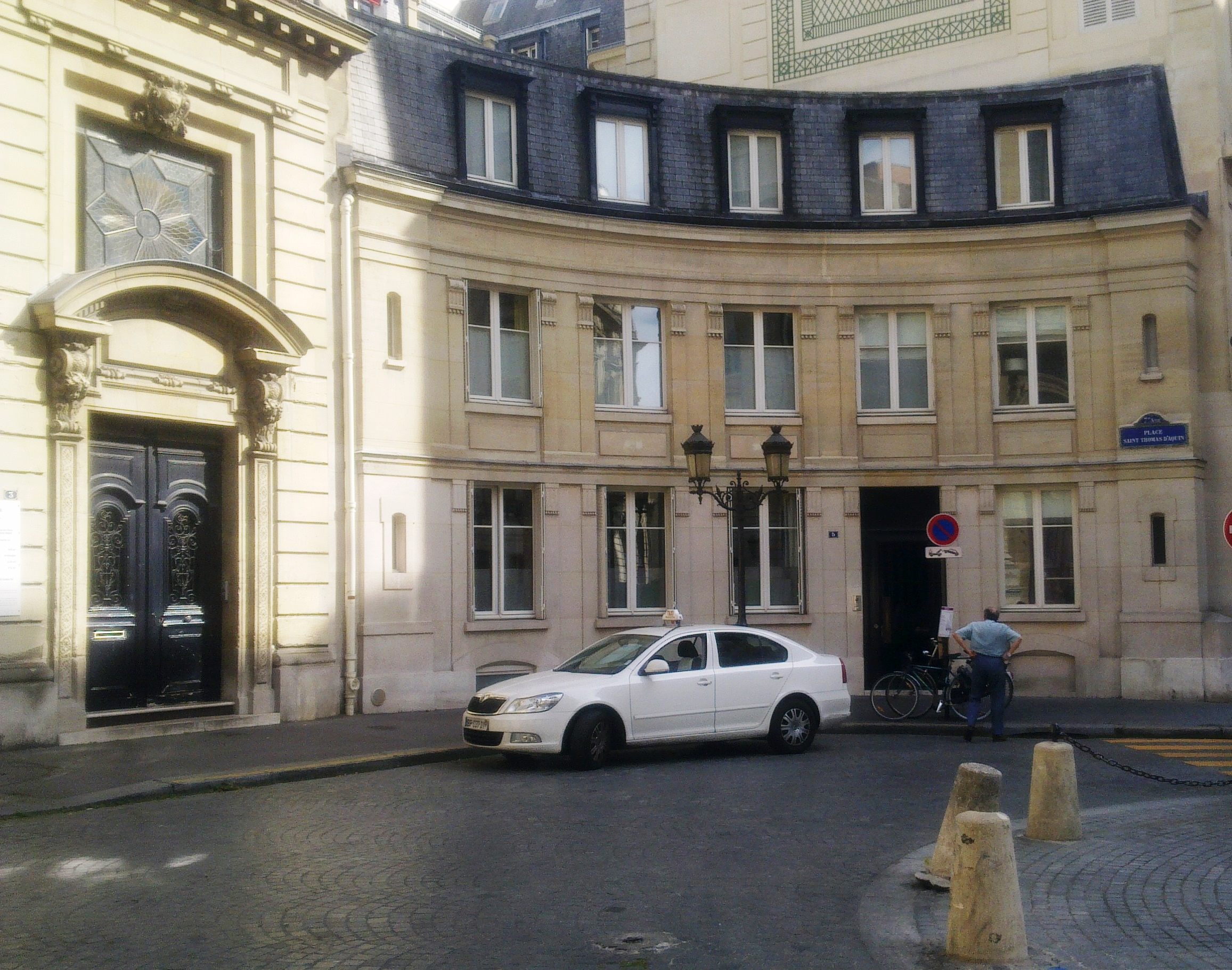
La Copa de França de futbol es va crear al número 5 de Saint-Thomas d'Aquin el 15 de gener de 1917.

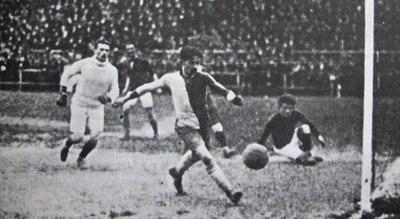
Final de 1920 entre CA Paris i Le Havre AC.

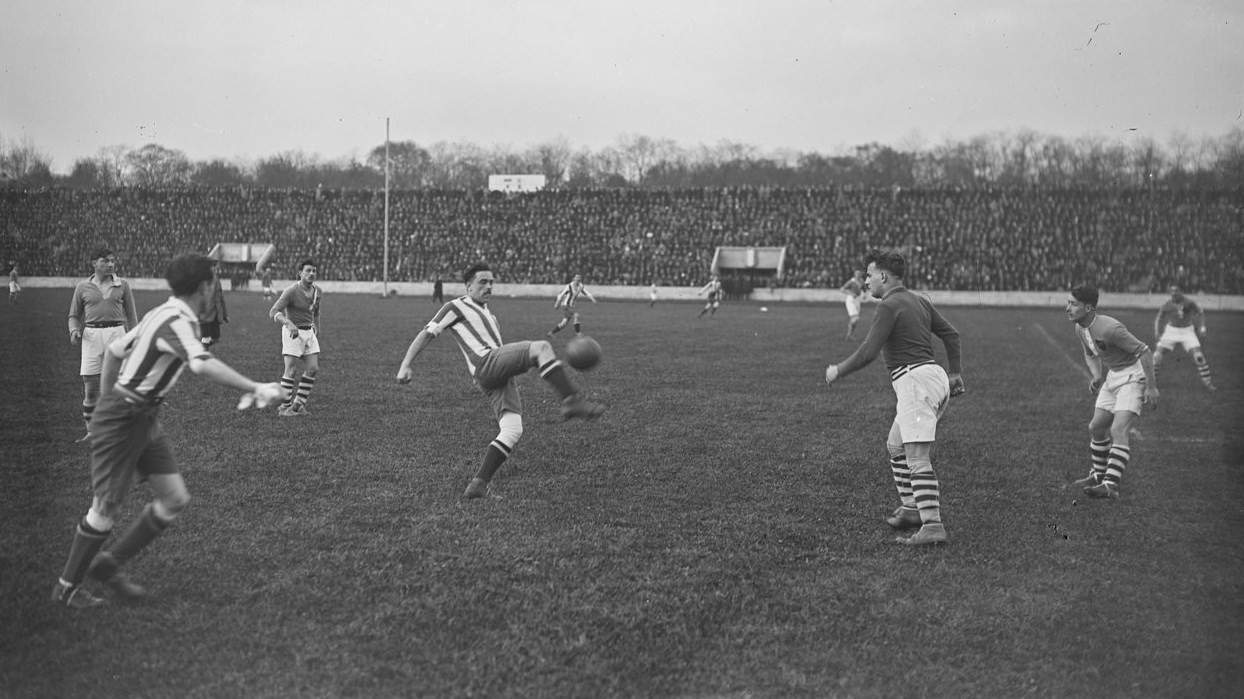
En un autèntic derbi, el Red Star s'enfronta a l'Olympique de París a la semifinal de la Copa de França 1922-23 a l'Estadi Pershing de París. Paul Nicolas (centre) i els seus companys guanyen per 1-0.

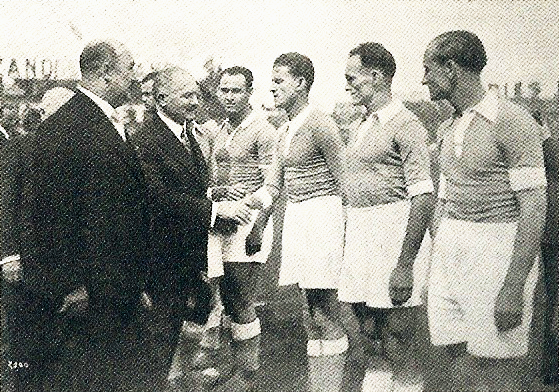
El president de la República Albert Lebrun saludant els jugadors del RC Strasbourg durant la final de 1937 a l'Estadi Olímpic Yves-du-Manoir de Colombes.

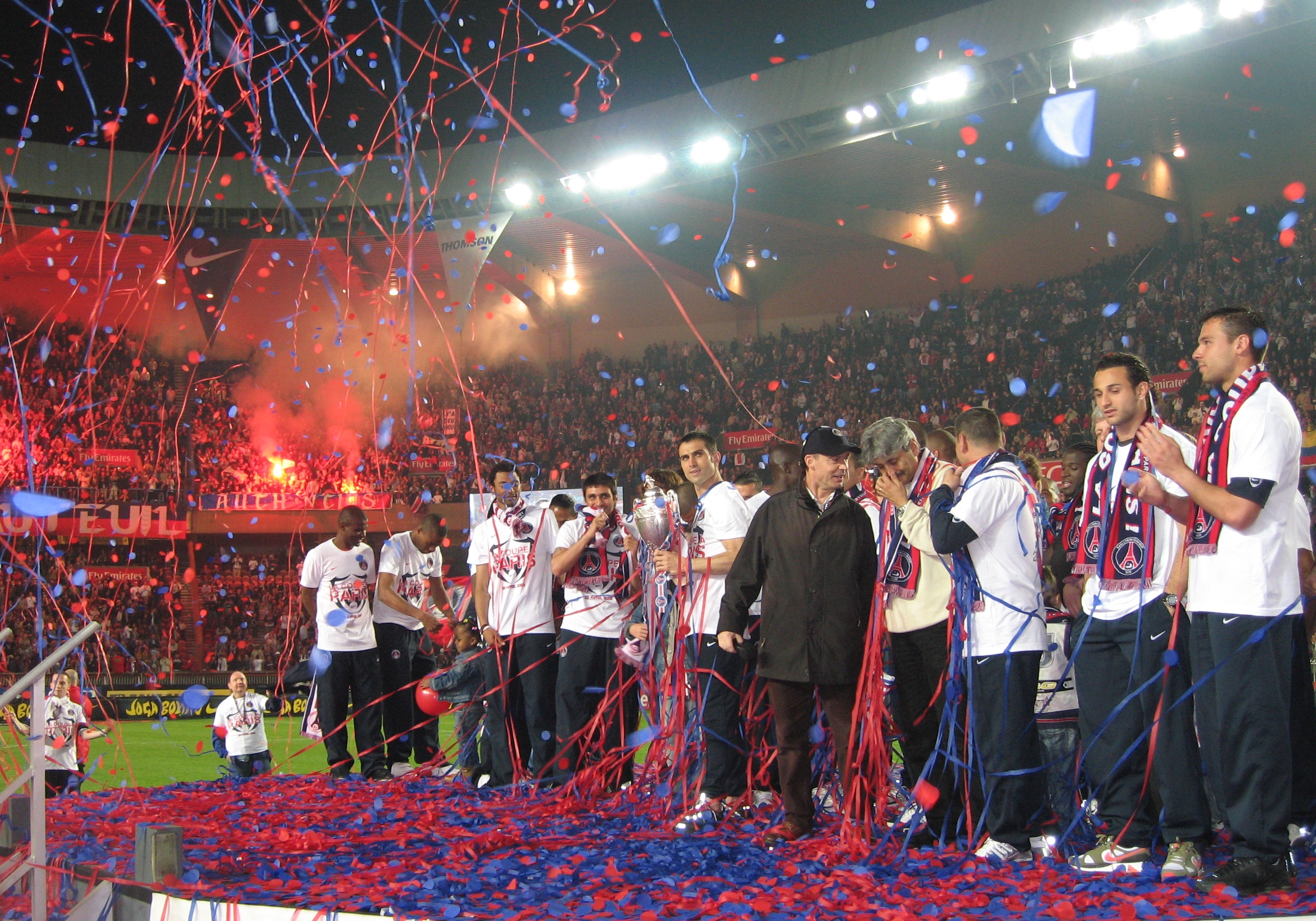
Paris Saint-Germain FC celebra el seu setè títol.

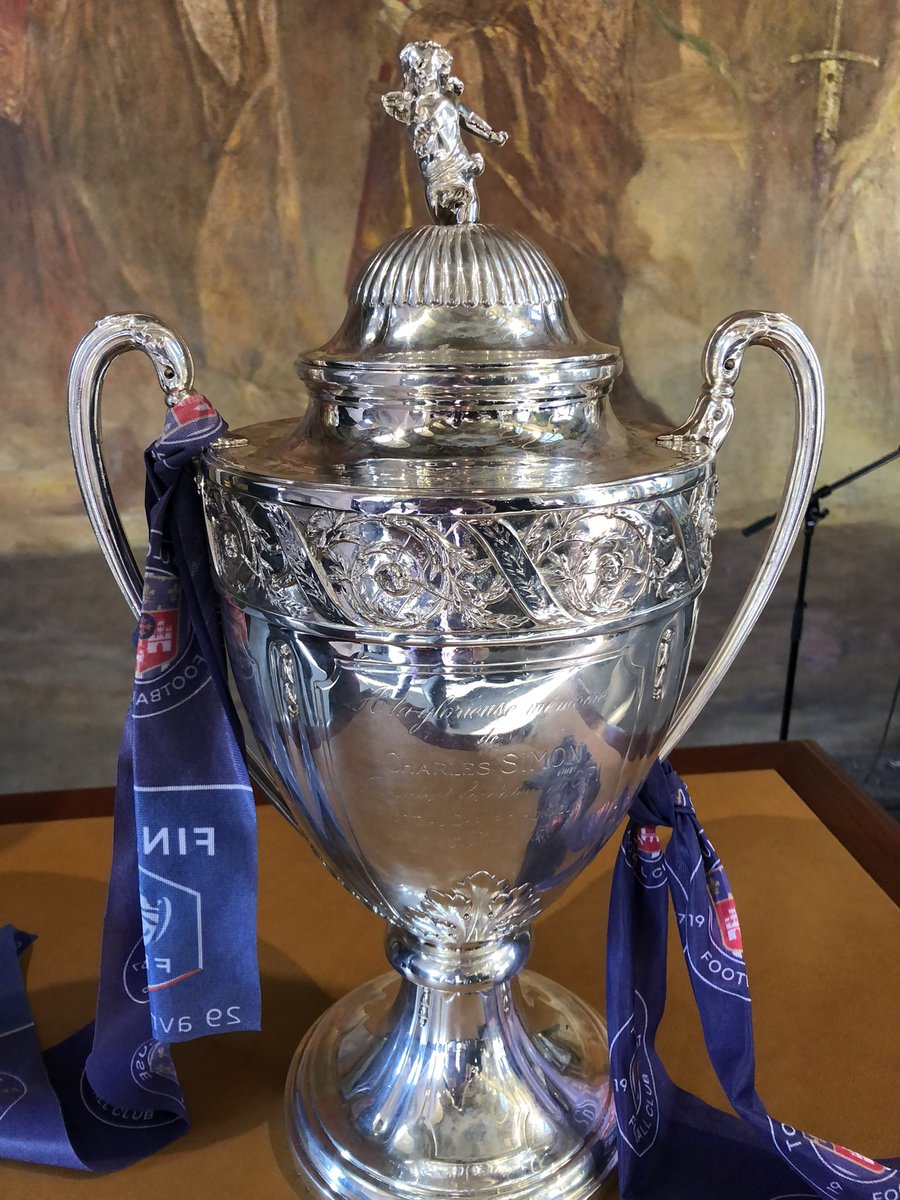
La Copa de França.

Font:
| Data                 | Campió                                           | Resultat                                         | Finalista                                        | Seu                                              | Espectadors                                      | Clubs                                            |
| -------------------- | ------------------------------------------------ | ------------------------------------------------ | ------------------------------------------------ | ------------------------------------------------ | ------------------------------------------------ | ------------------------------------------------ |
| 5 de maig 1918       | Olympique de Pantin (1)                          | 3-0                                              | FC Lyon                                          | Rue Olivier-de-Serres                            | 2.000                                            | 48                                               |
| 6 d'abril 1919       | CASG Paris (1)                                   | 3-2 (prò.)                                       | Olympique de Paris                               | Parc des Princes                                 | 10.000                                           | 60                                               |
| 9 de maig 1920       | CA Paris (1)                                     | 2-1                                              | Le Havre AC                                      | Stade Bergeyre                                   | 7.000                                            | 114                                              |
| 24 d'abril 1921      | Red Star (1)                                     | 2-1                                              | Olympique de Paris                               | Stade Pershing                                   | 18.000                                           | 202                                              |
| 7 de maig 1922       | Red Star (2)                                     | 2-0                                              | Stade Rennais                                    | Stade Pershing                                   | 25.000                                           | 249                                              |
| 6 de maig 1923       | Red Star (3)                                     | 4-2                                              | FC Sète                                          | Stade Pershing                                   | 20.000                                           | 304                                              |
| 13 d'abril 1924      | Olympique de Marsella (1)                        | 3-2 (prò.)                                       | FC Sète                                          | Stade Pershing                                   | 29.000                                           | 325                                              |
| 10 de maig 1925      | CASG Paris (2)                                   | 1-1 (prò.) 3-2 (rep.)                            | FC Rouen                                         | Colombes                                         | 18.000, 18.000                                   | 326                                              |
| 9 de maig 1926       | Olympique de Marsella (2)                        | 4-1                                              | AS Valentigney                                   | Colombes                                         | 26.000                                           | 336                                              |
| 6 de maig 1927       | Olympique de Marsella (3)                        | 3-0                                              | US Quevilly                                      | Colombes                                         | 23.800                                           | 346                                              |
| 6 de maig 1928       | Red Star (4)                                     | 3-1                                              | CA Paris                                         | Colombes                                         | 30.000                                           | 336                                              |
| 5 de maig 1929       | SO Montpellier (1)                               | 2-0                                              | FC Sète                                          | Colombes                                         | 25.000                                           | 380                                              |
| 27 d'abril 1930      | FC Sète (1)                                      | 3-1 (prò.)                                       | Racing Club de France                            | Colombes                                         | 35.000                                           | 408                                              |
| 3 de maig 1931       | Club Français (1)                                | 3-0                                              | SO Montpellier                                   | Colombes                                         | 30.000                                           | 423                                              |
| 24 d'abril 1932      | AS Cannes (1)                                    | 1-0                                              | Racing Club de Roubaix                           | Colombes                                         | 36.143                                           | 438                                              |
| 7 de maig 1933       | Excelsior AC Roubaix (1)                         | 3-1                                              | Racing Club de Roubaix                           | Colombes                                         | 33.000                                           | 472                                              |
| 6 de maig 1934       | FC Sète (2)                                      | 2-1                                              | Olympique de Marsella                            | Colombes                                         | 40.600                                           | 540                                              |
| 5 de maig 1935       | Olympique de Marsella (4)                        | 3-0                                              | Stade Rennais                                    | Colombes                                         | 40.008                                           | 567                                              |
| 3 de maig 1936       | RC Paris (1)                                     | 1-0                                              | FCO Charleville                                  | Colombes                                         | 39.725                                           | 636                                              |
| 9 de maig 1937       | FC Sochaux (1)                                   | 2-1                                              | RC Strasbourg                                    | Colombes                                         | 39.538                                           | 658                                              |
| 8 de maig 1938       | Olympique de Marsella (5)                        | 2-1 (prò.)                                       | FC Metz                                          | Parc des Princes                                 | 33.044                                           | 679                                              |
| 14 de maig 1939      | RC Paris (2)                                     | 3-1                                              | Olympique Lillois                                | Colombes                                         | 52.431                                           | 727                                              |
| 5 de maig 1940       | RC Paris (3)                                     | 2-1                                              | Olympique de Marsella                            | Parc des Princes                                 | 25.969                                           | 778                                              |
| 25 de maig 1941      | Girondins de Bordeus (1)                         | 2-0                                              | SC Fives                                         | Saint-Ouen                                       | 15.230                                           | 236                                              |
| 17 de maig 1942      | Red Star (5)                                     | 2-0                                              | FC Sète                                          | Colombes                                         | 40.000                                           | 469                                              |
| 22 de maig 1943      | Olympique de Marsella (6)                        | 2-2 (prò.) 4-0 (rep.)                            | Girondins de Bordeus                             | Colombes                                         | 32.500, 32.212                                   | 664                                              |
| 7 de maig 1944       | Nancy-Lorraine (1)                               | 4-0                                              | Reims-Champagne                                  | Parc des Princes                                 | 31.995                                           | 772                                              |
| 6 de maig 1945       | RC Paris (4)                                     | 3-0                                              | Lille OSC                                        | Colombes                                         | 49.983                                           | 510                                              |
| 26 de maig 1946      | Lille OSC (1)                                    | 4-2                                              | Red Star                                         | Colombes                                         | 59.692                                           | 811                                              |
| 11 de maig 1947      | Lille OSC (2)                                    | 2-0                                              | RC Strasbourg                                    | Colombes                                         | 59.852                                           | 922                                              |
| 10 de maig 1948      | Lille OSC (3)                                    | 3-2                                              | RC Lens                                          | Colombes                                         | 60.739                                           | 933                                              |
| 8 de maig 1949       | RC Paris (5)                                     | 5-2                                              | Lille OSC                                        | Colombes                                         | 61.473                                           | 981                                              |
| 14 de maig 1950      | Stade de Reims (1)                               | 2-0                                              | RC Paris                                         | Colombes                                         | 61.722                                           | 977                                              |
| 6 de maig 1951       | RC Strasbourg (1)                                | 3-0                                              | USVA Valenciennes                                | Colombes                                         | 61.492                                           | 1.010                                            |
| 4 de maig 1952       | OGC Nice (1)                                     | 5-3                                              | Girondins de Bordeus                             | Colombes                                         | 61.485                                           | 1.024                                            |
| 31 de maig 1953      | Lille OSC (4)                                    | 2-1                                              | FC Nancy                                         | Colombes                                         | 58.993                                           | 1.035                                            |
| 23 de maig 1954      | OGC Nice (2)                                     | 2-1                                              | Olympique de Marsella                            | Colombes                                         | 56.803                                           | 1.072                                            |
| 29 de maig 1955      | Lille OSC (5)                                    | 5-2                                              | Girondins de Bordeus                             | Colombes                                         | 49.411                                           | 1.165                                            |
| 27 de maig 1956      | CS Sedan (1)                                     | 3-1                                              | ES Troyes AC                                     | Colombes                                         | 47.258                                           | 1.203                                            |
| 26 de maig 1957      | Toulouse FC (1937) (1)                           | 6-3                                              | SCO Angers                                       | Colombes                                         | 43.125                                           | 1.149                                            |
| 18 de maig 1958      | Stade de Reims (2)                               | 3-1                                              | Nîmes Olympique                                  | Colombes                                         | 56.523                                           | 1.163                                            |
| 18 de maig 1959      | Le Havre AC (1)                                  | 2-2 (prò.) 3-0 (rep.)                            | FC Sochaux                                       | Colombes                                         | 50.778, 36.655                                   | 1.159                                            |
| 15 de maig 1960      | AS Monaco (1)                                    | 4-2 (prò.)                                       | AS Saint-Étienne                                 | Colombes                                         | 38.298                                           | 1.187                                            |
| 7 de maig 1961       | CS Sedan (2)                                     | 3-1                                              | Nîmes Olympique                                  | Colombes                                         | 39.070                                           | 1.193                                            |
| 13 de maig 1962      | AS Saint-Étienne (1)                             | 1-0                                              | FC Nancy                                         | Colombes                                         | 30.654                                           | 1.226                                            |
| 23 de maig 1963      | AS Monaco (2)                                    | 0-0 (prò.) 2-0 (rep.)                            | Olympique de Lió                                 | Colombes                                         | 32.923, 24.910                                   | 1.209                                            |
| 10 de maig 1964      | Olympique de Lió (1)                             | 2-0                                              | Girondins de Bordeus                             | Colombes                                         | 32.777                                           | 1.203                                            |
| 26 de maig 1965      | Stade Rennais (1)                                | 2-2 (prò.) 3-1 (rep.)                            | CS Sedan                                         | Parc des Princes                                 | 36.789, 26.792                                   | 1.183                                            |
| 22 de maig 1966      | RC Strasbourg (2)                                | 1-0                                              | FC Nantes                                        | Parc des Princes                                 | 36.285                                           | 1.190                                            |
| 21 de maig 1967      | Olympique de Lió (2)                             | 3-1                                              | FC Sochaux                                       | Parc des Princes                                 | 32.523                                           | 1.378                                            |
| 12 de maig 1968      | AS Saint-Étienne (2)                             | 2-1                                              | Girondins de Bordeus                             | Colombes                                         | 33.959                                           | x                                                |
| 18 de maig 1969      | Olympique de Marsella (7)                        | 2-0                                              | Girondins de Bordeus                             | Colombes                                         | 39.460                                           | x                                                |
| 31 de maig 1970      | AS Saint-Étienne (3)                             | 5-0                                              | FC Nantes                                        | Colombes                                         | 32.894                                           | x                                                |
| 20 de juny 1971      | Stade Rennais (2)                                | 1-0                                              | Olympique de Lió                                 | Colombes                                         | 46.801                                           | x                                                |
| 4 de juny 1972       | Olympique de Marsella (8)                        | 2-1                                              | SC Bastia                                        | Parc des Princes                                 | 44.069                                           | 1.596                                            |
| 17 de juny 1973      | Olympique de Lió (3)                             | 2-1                                              | FC Nantes                                        | Parc des Princes                                 | 45.734                                           | x                                                |
| 8 de juny 1974       | AS Saint-Étienne (4)                             | 2-1                                              | AS Monaco                                        | Parc des Princes                                 | 45.813                                           | x                                                |
| 14 de juny 1975      | AS Saint-Étienne (5)                             | 2-0                                              | RC Lens                                          | Parc des Princes                                 | 44.725                                           | x                                                |
| 12 de juny 1976      | Olympique de Marsella (9)                        | 2-0                                              | Olympique de Lió                                 | Parc des Princes                                 | 45.661                                           | x                                                |
| 18 de juny 1977      | AS Saint-Étienne (6)                             | 2-1                                              | Stade de Reims                                   | Parc des Princes                                 | 45.454                                           | x                                                |
| 13 de maig 1978      | AS Nancy (1)                                     | 1-0                                              | OGC Nice                                         | Parc des Princes                                 | 45.998                                           | 2.544                                            |
| 16 de juny 1979      | FC Nantes (1)                                    | 4-1 (prò.)                                       | AJ Auxerre                                       | Parc des Princes                                 | 46.070                                           | x                                                |
| 7 de juny 1980       | AS Monaco (3)                                    | 3-1                                              | US Orleáns                                       | Parc des Princes                                 | 46.136                                           | x                                                |
| 13 de juny 1981      | SC Bastia (1)                                    | 2-1                                              | AS Saint-Étienne                                 | Parc des Princes                                 | 46.155                                           | x                                                |
| 15 de maig 1982      | Paris Saint-Germain (1)                          | 2-2 (prò.) (6-5 p)                               | AS Saint-Étienne                                 | Parc des Princes                                 | 46.160                                           | x                                                |
| 11 de juny 1983      | Paris Saint-Germain (2)                          | 3-2                                              | FC Nantes                                        | Parc des Princes                                 | 46.203                                           | x                                                |
| 11 de maig 1984      | FC Metz (1)                                      | 2-0 (prò.)                                       | AS Monaco                                        | Parc des Princes                                 | 45.384                                           | x                                                |
| 8 de juny 1985       | AS Monaco (4)                                    | 1-0                                              | Paris Saint-Germain                              | Parc des Princes                                 | 45.711                                           | x                                                |
| 30 d'abril 1986      | Girondins de Bordeus (2)                         | 2-1 (prò.)                                       | Olympique de Marsella                            | Parc des Princes                                 | 45.429                                           | x                                                |
| 10 de juny 1987      | Girondins de Bordeus (3)                         | 2-0                                              | Olympique de Marsella                            | Parc des Princes                                 | 45.145                                           | x                                                |
| 11 de juny 1988      | FC Metz (2)                                      | 1-1 (prò.) (5-4 p)                               | FC Sochaux                                       | Parc des Princes                                 | 44.531                                           | x                                                |
| 10 de juny 1989      | Olympique de Marsella (10)                       | 4-3                                              | AS Monaco                                        | Parc des Princes                                 | 44.448                                           | x                                                |
| 2 de juny 1990       | Montpellier HSC (2)                              | 2-1 (prò.)                                       | RC Paris                                         | Parc des Princes                                 | 44.067                                           | x                                                |
| 8 de juny 1991       | AS Monaco (5)                                    | 1-0                                              | Olympique de Marsella                            | Parc des Princes                                 | 44.123                                           | x                                                |
| 1992                 | L'edició s'anul·là degut al desastre de Furiani. | L'edició s'anul·là degut al desastre de Furiani. | L'edició s'anul·là degut al desastre de Furiani. | L'edició s'anul·là degut al desastre de Furiani. | L'edició s'anul·là degut al desastre de Furiani. | L'edició s'anul·là degut al desastre de Furiani. |
| 12 de juny 1993      | Paris Saint-Germain (3)                          | 3-0                                              | FC Nantes                                        | Parc des Princes                                 | 48.789                                           | x                                                |
| 14 de maig 1994      | AJ Auxerre (1)                                   | 3-0                                              | Montpellier HSC                                  | Parc des Princes                                 | 39.932                                           | x                                                |
| 13 de maig 1995      | Paris Saint-Germain (4)                          | 1-0                                              | RC Strasbourg                                    | Parc des Princes                                 | 41.278                                           | x                                                |
| 4 de maig 1996       | AJ Auxerre (2)                                   | 2-1                                              | Nîmes Olympique                                  | Parc des Princes                                 | 38.916                                           | x                                                |
| 10 de maig 1997      | OGC Nice (3)                                     | 1-1 (prò.) (4-3 p)                               | En Avant de Guingamp                             | Parc des Princes                                 | 39.378                                           | x                                                |
| 2 de maig 1998       | Paris Saint-Germain (5)                          | 2-1                                              | RC Lens                                          | Stade de France                                  | 76.766                                           | x                                                |
| 15 de maig 1999      | FC Nantes (2)                                    | 1-0                                              | CS Sedan                                         | Stade de France                                  | 78.610                                           | x                                                |
| 7 de maig 2000       | FC Nantes (3)                                    | 2-1                                              | Calais RUFC                                      | Stade de France                                  | 78.717                                           | 6.096                                            |
| 26 de maig 2001      | RC Strasbourg (3)                                | 0-0 (prò.) (5-4 p)                               | Amiens SCF                                       | Stade de France                                  | 78.641                                           | 6.375                                            |
| 11 de maig 2002      | FC Lorient (1)                                   | 1-0                                              | SC Bastia                                        | Stade de France                                  | 66.215                                           | 5.848                                            |
| 31 de maig 2003      | AJ Auxerre (3)                                   | 2-1                                              | Paris Saint-Germain                              | Stade de France                                  | 78.316                                           | 5.850                                            |
| 29 de maig 2004      | Paris Saint-Germain (6)                          | 1-0                                              | LB Châteauroux                                   | Stade de France                                  | 78.853                                           | 6.057                                            |
| 4 de juny 2005       | AJ Auxerre (4)                                   | 2-1                                              | CS Sedan                                         | Stade de France                                  | 77.617                                           | 6.263                                            |
| 29 d'abril 2006      | Paris Saint-Germain (7)                          | 2-1                                              | Olympique de Marsella                            | Stade de France                                  | 79.065                                           | 6.394                                            |
| 12 de maig 2007      | FC Sochaux (2)                                   | 2-2 (prò.) (5-4 p)                               | Olympique de Marsella                            | Stade de France                                  | 79.797                                           | 6.577                                            |
| 24 de maig 2008      | Olympique de Lió (4)                             | 1-0                                              | Paris Saint-Germain                              | Stade de France                                  | 79.087                                           | 6.734                                            |
| 9 de maig de 2009    | En Avant de Guingamp (1)                         | 2-1                                              | Stade Rennais                                    | Stade de France                                  | 80.056                                           | 5.990                                            |
| 1 de maig de 2010    | Paris Saint-Germain (8)                          | 1-0 (prò.)                                       | AS Monaco                                        | Stade de France                                  | 72.011                                           | 7.317                                            |
| 14 de maig de 2011   | Lille OSC (6)                                    | 1-0                                              | Paris Saint-Germain                              | Stade de France                                  | 78.023                                           | 7.449                                            |
| 28 d'abril de 2012   | Olympique de Lió (5)                             | 1-0                                              | US Quevilly                                      | Stade de France                                  | 76.183                                           | 7.422                                            |
| 31 de maig de 2013   | Girondins de Burdeus (4)                         | 3-2                                              | Évian Thonon-Gaillard FC                         | Stade de France                                  | 72.682                                           | 7.656                                            |
| 3 de maig de 2014    | En Avant de Guingamp (2)                         | 2-0                                              | Stade Rennais                                    | Stade de France                                  | 77.619                                           | 7.656                                            |
| 30 de maig de 2015   | Paris Saint-Germain (9)                          | 1-0                                              | AJ Auxerre                                       | Stade de France                                  | 77.542                                           | 7.656                                            |
| 21 de maig de 2016   | Paris Saint-Germain (10)                         | 4-2                                              | Olympique de Marsella                            | Stade de France                                  | 78.179                                           | 7.656                                            |
| 27 de maig de 2017   | Paris Saint-Germain (11)                         | 1-0                                              | SCO Angers                                       | Stade de France                                  | 70.866                                           | 7.656                                            |
| 8 de maig de 2018    | Paris Saint-Germain (12)                         | 2-0                                              | Les Herbiers VF                                  | Stade de France                                  | 73.772                                           | 8.506                                            |
| 27 d'abril de 2019   | Stade Rennais (3)                                | 2-2 (prò.) (6-5 p)                               | Paris Saint-Germain                              | Stade de France                                  | 78.000                                           | 8.506                                            |
| 24 de juliol de 2020 | Paris Saint-Germain (13)                         | 1-0                                              | AS Saint-Étienne                                 | Stade de France                                  | 4.000                                            | 8.506                                            |
| 19 de maig de 2021   | Paris Saint-Germain (14)                         | 2-0                                              | AS Monaco                                        | Stade de France                                  | 0                                                | 7.378                                            |
| 7 de maig de 2022    | FC Nantes (4)                                    | 1-0                                              | OGC Nice                                         | Stade de France                                  | 78.000                                           | 7.307                                            |
| 29 d'abril de 2023   | Toulouse FC (1)                                  | 5-1                                              | FC Nantes                                        | Stade de France                                  | 78.038                                           | 7.292                                            |
| 25 de maig de 2024   | Paris Saint-Germain (15)                         | 2-1                                              | Olympique de Lió                                 | Estadi Pierre-Mauroy                             | 46.577                                           | 7.222                                            |
| 24 de maig de 2025   | Paris Saint-Germain (16)                         | 3-0                                              | Stade de Reims                                   | Stade de France                                  | 77.101                                           |                                                  |

## Palmarès
| Club                          | Títols | Subtítols | Anys campió                                                                                    | Anys subcampió                                       |
| ----------------------------- | ------ | --------- | ---------------------------------------------------------------------------------------------- | ---------------------------------------------------- |
| Paris Saint-Germain FC        | 16     | 5         | 1982, 1983, 1993, 1995, 1998, 2004, 2006, 2010, 2015, 2016, 2017, 2018, 2020, 2021, 2024, 2025 | 1985, 2003, 2008, 2011, 2019                         |
| Olympique de Marsella         | 10     | 9         | 1924, 1926, 1927, 1935, 1938, 1943, 1969, 1972, 1976, 1989                                     | 1934, 1940, 1954, 1986, 1987, 1991, 2006, 2007, 2016 |
| AS Saint-Étienne              | 6      | 4         | 1962, 1968, 1970, 1974, 1975, 1977                                                             | 1960, 1981, 1982, 2020                               |
| Lille OSC                     | 6      | 3         | 1946, 1947, 1948, 1953, 1955, 2011                                                             | 1939, 1945, 1949                                     |
| AS Monaco FC                  | 5      | 5         | 1960, 1963, 1980, 1985, 1991                                                                   | 1974, 1984, 1989, 2010, 2021                         |
| Olympique de Lió              | 5      | 4         | 1964, 1967, 1973, 2008, 2012                                                                   | 1963, 1971, 1976, 2024                               |
| RC Paris                      | 5      | 3         | 1936, 1936, 1940, 1945, 1949                                                                   | 1930, 1950, 1990                                     |
| Red Star FC                   | 5      | 1         | 1921, 1922, 1923, 1928, 1942                                                                   | 1946                                                 |
| FC Girondins de Bordeaux      | 4      | 6         | 1941, 1986, 1987, 2013                                                                         | 1943, 1952, 1955, 1964, 1968, 1969                   |
| FC Nantes                     | 4      | 6         | 1979, 1999, 2000, 2022                                                                         | 1966, 1970, 1973, 1983, 1993, 2023                   |
| AJ Auxerre                    | 4      | 2         | 1994, 1996, 2003, 2005                                                                         | 1979, 2015                                           |
| Stade Rennais FC              | 3      | 4         | 1965, 1971, 2019                                                                               | 1922, 1935, 2009, 2014                               |
| RC Strasbourg                 | 3      | 3         | 1951, 1966, 2001                                                                               | 1937, 1947, 1995                                     |
| OGC Nice                      | 3      | 2         | 1952, 1954, 1997                                                                               | 1978, 2022                                           |
| FC Sète 34                    | 2      | 4         | 1930, 1934                                                                                     | 1923, 1924, 1929, 1942                               |
| FC Sochaux-Montbéliard        | 2      | 3         | 1937, 2007                                                                                     | 1959, 1967, 1988                                     |
| CS Sedan Ardennes             | 2      | 3         | 1956, 1961                                                                                     | 1965, 1999, 2005                                     |
| Montpellier HSC               | 2      | 2         | 1929, 1990                                                                                     | 1931, 1994                                           |
| Stade de Reims                | 2      | 2         | 1950, 1958                                                                                     | 1977, 2025                                           |
| FC Metz                       | 2      | 1         | 1984, 1988                                                                                     | 1938                                                 |
| En Avant Guingamp             | 2      | 1         | 2009, 2014                                                                                     | 1997                                                 |
| CASG Paris                    | 2      | -         | 1919, 1925                                                                                     | -                                                    |
| Olympique de Paris            | 1      | 2         | 1918                                                                                           | 1919, 1921                                           |
| SC Bastia                     | 1      | 2         | 1981                                                                                           | 1972, 2002                                           |
| CA Paris                      | 1      | 1         | 1920                                                                                           | 1928                                                 |
| Le Havre ACFA                 | 1      | 1         | 1959                                                                                           | 1920                                                 |
| Club Français                 | 1      | -         | 1931                                                                                           | -                                                    |
| AS Cannes                     | 1      | -         | 1932                                                                                           | -                                                    |
| Excelsior AC                  | 1      | -         | 1933                                                                                           | -                                                    |
| EF Nancy-Lorraine             | 1      | -         | 1944                                                                                           | -                                                    |
| Toulouse FC (1937)            | 1      | -         | 1957                                                                                           | -                                                    |
| AS Nancy-Lorraine             | 1      | -         | 1978                                                                                           | -                                                    |
| FC Lorient                    | 1      | -         | 2002                                                                                           | -                                                    |
| Toulouse FC                   | 1      | -         | 2023                                                                                           | -                                                    |
| RC Lens                       | -      | 3         | -                                                                                              | 1948, 1975, 1998                                     |
| Nîmes Olympique               | -      | 3         | -                                                                                              | 1958, 1961, 1996                                     |
| US Quevilly                   | -      | 2         | -                                                                                              | 1927, 2012                                           |
| RC Roubaix                    | -      | 2         | -                                                                                              | 1932, 1933                                           |
| FC Nancy                      | -      | 2         | -                                                                                              | 1953, 1962                                           |
| Angers SCO                    | -      | 2         | -                                                                                              | 1957, 2017                                           |
| FC Lyon                       | -      | 1         | -                                                                                              | 1918                                                 |
| FC Rouen                      | -      | 1         | -                                                                                              | 1925                                                 |
| AS Valentigney                | -      | 1         | -                                                                                              | 1926                                                 |
| OFC Charleville-Mézières      | -      | 1         | -                                                                                              | 1936                                                 |
| SC Fives                      | -      | 1         | -                                                                                              | 1941                                                 |
| EF Reims-Champagne            | -      | 1         | -                                                                                              | 1944                                                 |
| Valenciennes FC               | -      | 1         | -                                                                                              | 1951                                                 |
| AS Troyenne-Savinienne        | -      | 1         | -                                                                                              | 1956                                                 |
| US Orléans                    | -      | 1         | -                                                                                              | 1980                                                 |
| Calais Racing Union FC        | -      | 1         | -                                                                                              | 2000                                                 |
| Amiens SC                     | -      | 1         | -                                                                                              | 2001                                                 |
| La Berrichonne de Châteauroux | -      | 1         | -                                                                                              | 2004                                                 |
| Évian Thonon Gaillard FC      | -      | 1         | -                                                                                              | 2013                                                 |
| Les Herbiers VF               | -      | 1         | -                                                                                              | 2018                                                 |